# Eriolarynx
Eriolarynx, rod krumpirovki smješten u podtribus  Iochrominae, dio tribusa Physalideae. Pripada mu 4 vrste drveća i grmova u andskim predjelima Južne Amerike, od Perua do Argentine
Rod je opisan u Kurtziana 28(1): 66. 2000.

## Vrste
1. Eriolarynx australis (Griseb.) J.M.H.Shaw
2. Eriolarynx fasciculata (Miers) Hunz.
3. Eriolarynx iochromoides (Hunz.) Hunz.
4. Eriolarynx lorentzii (Dammer) Hunz.

## Sinonimi
- Vassobia sect. Eriolarynx Hunz., bazionim